# Saint-Pierre-des-Nids
Saint-Pierre-des-Nids est une commune française, située dans le département de la Mayenne en région Pays de la Loire, peuplée de 1 761 habitants.
La commune fait partie de la province historique du Maine, et se situe dans le Bas-Maine.

## Géographie
La commune est aux confins du Bas-Maine et de la campagne d'Alençon, entre les Alpes mancelles et le mont des Avaloirs. Son bourg est à 11 km au sud-est de Pré-en-Pail, à 15 km à l'ouest d'Alençon, à 16 km au nord-est de Villaines-la-Juhel et à 19 km au nord-ouest de Fresnay-sur-Sarthe.
| Pré-en-Pail-Saint-Samson (comm. dél. de Pré-en-Pail) | Boulay-les-Ifs, Champfrémont         | Ravigny, La Ferrière-Bochard (61)                       |
| Gesvres                                              | Saint-Pierre-des-Nids                | La Ferrière-Bochard (61)                                |
| Gesvres                                              | Gesvres, Saint-Léonard-des-Bois (72) | Saint-Céneri-le-Gérei (61), Saint-Léonard-des-Bois (72) |

### Climat
Pour des articles plus généraux, voir Climat des Pays de la Loire et Climat de la Mayenne.
En 2010, le climat de la commune est de type climat océanique dégradé des plaines du Centre et du Nord, selon une étude du CNRS s'appuyant sur une série de données couvrant la période 1971-2000. En 2020, Météo-France publie une typologie des climats de la France métropolitaine dans laquelle la commune est dans une zone de transition entre le climat océanique et le climat océanique altéré et est dans la région climatique  Normandie (Cotentin, Orne), caractérisée par une pluviométrie relativement élevée (850 mm/a) et un été frais (15,5 °C) et venté. 
Pour la période 1971-2000, la température annuelle moyenne est de 10,4 °C, avec une amplitude thermique annuelle de 13,9 °C. Le cumul annuel moyen de précipitations est de 787 mm, avec 12,5 jours de précipitations en janvier et 7,2 jours en juillet. Pour la période 1991-2020, la température moyenne annuelle observée sur la station météorologique de Météo-France la plus proche, « Alençon - Valframbert », sur la commune d'Alençon à 15 km à vol d'oiseau, est de 11,3 °C et le cumul annuel moyen de précipitations est de 743,7 mm,. Pour l'avenir, les paramètres climatiques de la commune estimés pour 2050 selon différents scénarios d'émission de gaz à effet de serre sont consultables sur un site dédié publié par Météo-France en novembre 2022.

## Urbanisme

### Typologie
Au 1er janvier 2024, Saint-Pierre-des-Nids est catégorisée bourg rural, selon la nouvelle grille communale de densité à sept niveaux définie par l'Insee en 2022.
Elle est située hors unité urbaine. Par ailleurs la commune fait partie de l'aire d'attraction d'Alençon, dont elle est une commune de la couronne,. Cette aire, qui regroupe 89 communes, est catégorisée dans les aires de 50 000 à moins de 200 000 habitants,.

### Occupation des sols
L'occupation des sols de la commune, telle qu'elle ressort de la base de données européenne d’occupation biophysique des sols Corine Land Cover (CLC), est marquée par l'importance des territoires agricoles (92,5 % en 2018), une proportion sensiblement équivalente à celle de 1990 (93,3 %). La répartition détaillée en 2018 est la suivante : 
prairies (56,2 %), terres arables (36,3 %), forêts (5,5 %), zones urbanisées (2 %). L'évolution de l’occupation des sols de la commune et de ses infrastructures peut être observée sur les différentes représentations cartographiques du territoire : la carte de Cassini (XVIIIe siècle), la carte d'état-major (1820-1866) et les cartes ou photos aériennes de l'IGN pour la période actuelle (1950 à aujourd'hui).

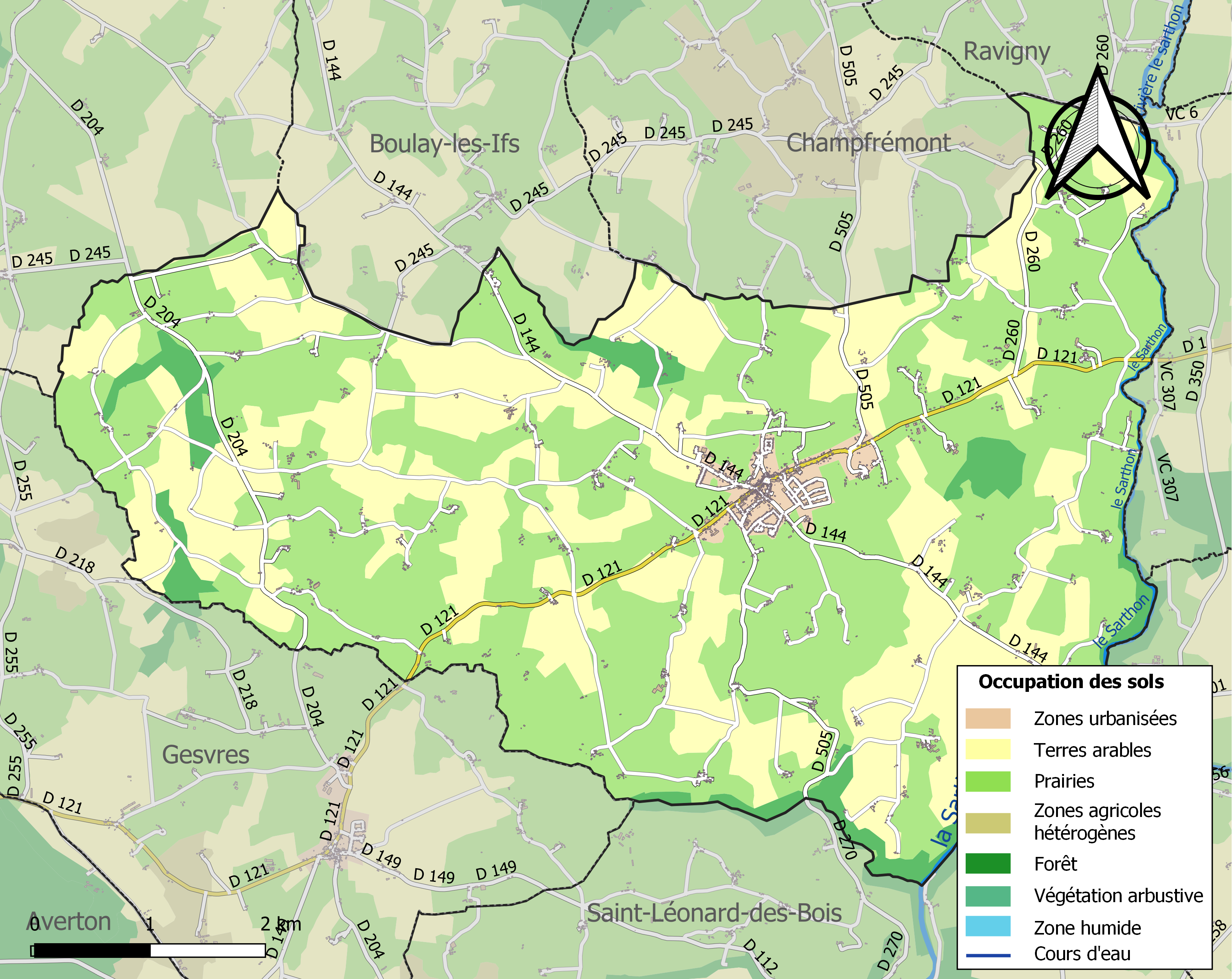
Carte des infrastructures et de l'occupation des sols de la commune en 2018 (CLC).

## Toponymie
Saint-Pierre des Nids s'appelait autrefois La Poôté.
- 1050 : « Sanctus Petrus de Potestate nidi »[15]
- 1128 : « Sanctus Petrus de Nidis »[16]
- ~1160 : « Ecclesia sancti Petri de Potestate de Niz »[17]
- 1180 : « Clericus de Nidis... ecclesia Sancti Petri de Nidis »[18]
- 1250 : « Terra de Potestate de Nidis »[19]
- 1251 : « Parrochia de nidis »[20]
- 1333 : « La Posté Denis »[21]
- 1358 : « La Posté de Saint Père »[22]
- XIVe siècle : « Ecclesia de Potestate nidorum »[23]
- 1447 : « La Poté de Niz »[24]
- 1549 : « Sanctus Petrus de Nidis, alias la Posté »[25]
- 1669 :  La chastellenie de la Postée[26]
- 1703 : La Poôté[27]
- La Poté des Nids[28]
- La Poôté[29]
- 1789 : « La paroisse de Saint Pierre des Nis, dite la Poôté »[30]
- En 1929, La Poôté devient officiellement Saint-Pierre-des-Nids[31].

La Poôté est issu de l'ancien français poesté, « seigneurie », « étendue de domination d'un seigneur ». La paroisse était dédiée à l'apôtre Pierre, premier pape.
Le gentilé est Poôtéen.

## Histoire
En 1787, la municipalité est constituée avec un procureur syndic. Le cahier de doléances de 1789, rédigé par Moulin de la Blanchère, réclame des états provinciaux avec vote par tête et autant de représentants pour le tiers état que pour les deux autres ordres. Le 14 juin 1790, l'assemblée primaire demande l'annexion du canton au département de l’Orne.
À la création des cantons, La Poôté est chef-lieu de canton. Ce canton est supprimé lors du redécoupage cantonal de l'an IX (1801).

## Héraldique
| Blason de Saint-Pierre-des-Nids | Blason  | D’azur, semé de fleurdelys d’or, à un lion du même, couronné de gueules, adextré d’une clé contournée du second ; au chef bastillé de trois pièces et deux demies cousu de gueules, chargé de sept billettes d’or, 4 et 3. |
| Blason de Saint-Pierre-des-Nids | Détails | L’azur indique la présence de l’eau avec l’Ornette, la Sarthe et le Sarthon notamment, ces deux derniers ayant permis l’installation d’équipements de loisir. La clé symbolise Pierre, gardien des clés de l’église et saint patron du village. Le lion sur fond de semé de lys est la reprise du blason du seigneur de Beaumont qui a été seigneur de la Pooté de 1464 à 1636 soit 172 ans. La reprise intégrale du blason seigneurial étant interdite pour une commune, il suffit d’en emprunter un ou plusieurs éléments. Le chef rappelle le blason du seigneur de Vaucelles, dernier seigneur de la Pooté. Ici aussi la remarque concernant la récupération du blason seigneurial est valable. Le chef est crénelé pour indiquer la présence de la forteresse de Montaigu où vivaient les seigneurs précités. Les ornements sont deux branches de chêne d’or, mises en sautoir par la pointe et liées d’azur afin de représenter les nombreuses forêts de la commune et le parc Régional Normandie Maine ; la couleur or permet de rappeler la présence d’une agriculture prospère en évoquant les blés mûrs. Le listel d'argent porte le nom de la commune en lettres majuscules de sable. La couronne de tours dit que l’écu est celui d’une commune ; elle n’a rien à voir avec des fortifications. Le statut officiel du blason reste à déterminer. |

## Politique et administration

### Administration municipale
Le conseil municipal est composé de dix-neuf membres dont le maire et cinq adjoints.

## Démographie
L'évolution du nombre d'habitants est connue à travers les recensements de la population effectués dans la commune depuis 1793. Pour les communes de moins de 10 000 habitants, une enquête de recensement portant sur toute la population est réalisée tous les cinq ans, les populations de référence des années intermédiaires étant quant à elles estimées par interpolation ou extrapolation. Pour la commune, le premier recensement exhaustif entrant dans le cadre du nouveau dispositif a été réalisé en 2005.
En 2022, la commune comptait 1 761 habitants, en évolution de −11,64 % par rapport à 2016 (Mayenne : −0,73 %, France hors Mayotte : +2,11 %).
Saint-Pierre-des-Nids a compté jusqu'à 3 352 habitants en 1841.
| 1793  | 1800  | 1806  | 1821  | 1831  | 1836  | 1841  | 1846  | 1851  |
| ----- | ----- | ----- | ----- | ----- | ----- | ----- | ----- | ----- |
| 2 806 | 2 808 | 2 765 | 2 991 | 3 291 | 3 237 | 3 352 | 3 121 | 3 150 |

| 1856  | 1861  | 1866  | 1872  | 1876  | 1881  | 1886  | 1891  | 1896  |
| ----- | ----- | ----- | ----- | ----- | ----- | ----- | ----- | ----- |
| 3 242 | 3 208 | 3 135 | 3 174 | 3 100 | 3 009 | 2 975 | 2 852 | 2 822 |

| 1901  | 1906  | 1911  | 1921  | 1926  | 1931  | 1936  | 1946  | 1954  |
| ----- | ----- | ----- | ----- | ----- | ----- | ----- | ----- | ----- |
| 2 663 | 2 600 | 2 523 | 2 004 | 1 867 | 1 883 | 1 771 | 1 746 | 1 721 |

| 1962  | 1968  | 1975  | 1982  | 1990  | 1999  | 2005  | 2006  | 2010  |
| ----- | ----- | ----- | ----- | ----- | ----- | ----- | ----- | ----- |
| 1 718 | 1 610 | 1 419 | 1 528 | 1 595 | 1 712 | 1 890 | 1 909 | 1 932 |

| 2015  | 2020  | 2022  | - | - | - | - | - | - |
| ----- | ----- | ----- | - | - | - | - | - | - |
| 1 991 | 1 785 | 1 761 | - | - | - | - | - | - |

## Lieux et monuments
- Menhir de la Pierre au Diable, classé au titre des Monuments historiques depuis le 20 janvier 1978[46].
- Château du Plessis-Bochard du XIVe siècle remanié au XVIIIe siècle, inscrit au titre des Monuments historiques depuis le 15 mai 1996[47],
- Le Vieux Logis, manoir du début du XVIIIe siècle,
- Les Halles, autrefois palais de justice.
- Église Saint-Pierre du XIXe siècle.
- La rivière Sarthon, avec un arrêté préfectoral de protection de biotope[48] du fait de sites de reproduction de truite fario. Elle figure aussi au réseau Natura 2000[49].
- Saint-Pierre-des-Nids abrite une partie du site des Alpes mancelles, qui figurent au réseau Natura 2000[49].

## Activité et manifestations
- Fête de la Pentecôte en mai.
- Fête de la pêche en juin.
- Fête de la musique en juin.
- Randonnée le Chemin des Arts en août.

## Personnalités liées à la commune
- Hélène Grégoire, (1904 à La Poôté - 1988), écrivain.
- Antoine Hyacinthe Moullin de la Blanchère, juge de paix à la Révolution de 1789.
- Abbé de Verdelin, curé de la paroisse, « non jureur » sous la Révolution.
- Le soldat Jules Achille du 415e RI né en 1893 à La Pooté (aujourd'hui Saint-Pierre-des-Nids), mort à Vrigne-Meuse dans les Ardennes le 11 novembre 1918[50]. Les derniers tués de la grande guerre appartenaient au 415e RI. Ils étaient au nombre de 21 soldats dont Jules Achille de la classe 13, tué au combat quelques minutes avant le cessez-le-feu, le 11 novembre 1918.